# Ciorăști (okręg Vrancea)
Ciorăști – wieś w Rumunii, w okręgu Vrancea, w gminie Ciorăști. W 2011 roku liczyła 927
mieszkańców.